# Еренгард: Мистецтво зваблення
«Еренгард: Мистецтво зваблення» (дан. Ehrengard: Forførelsens kunst, англ. Ehrengard: The Art of Seduction) — данський романтичний фільм Netflix 2023 року, комедійна драмедія режисера Білле Аугуста за сценарієм свого сина Андерса Аугуста на основі твору Карен Бліксен «Еренгард» (1962, опублікований 1963 року). У головних ролях знялися актори: Мікель Фольско, Сідсе Бабетт Кнудсен, Алісе Бір Занден. Виробництво компаній Netflix, SF Studios та JJ Film.
Прем'єра відбулася 22 серпня 2023 року, на платформі Netflix — з 14 вересня. Українською мовою фільм озвучила студія «Так Треба Продакшн».

## Сюжет
У вигаданому королівстві Бабенхаузен (існує з такою назвою місто в Баварії, Німеччина), Велика Герцогиня наймає художника на ім'я Вольфганг Казотт, щоб допомогти її синові, принцу Лотару, одружитися та народити спадкоємця. План зазнає зворотних результатів, коли принц Лотар та принцеса Людмила у пориві пристрасті зачали дитину кількому місяцями до свого весілля. Казотт береться влаштувати цю делікатну справу: ховає принца із принцесою у Розенбаді в супроводі її фрейліни Еренгард. Поки двоюрідні брати великого герцога, Марбоди, намагаються з’ясувати, що саме відбувається, Казотт намагається спокусити Еренгарда. Марбоди вдаються до спроби  викрасти дитину, проте на захист стає Еренгард, яка захищає принцесу та її таємницю – твердить Марбодам, що вона є матір’ю дитини.
Після історії з Еренгард, Казотт переїзить до Риму, де отримує замовлення на написання портретів заможних осіб, та отримує від друзів «мистецький псевдонім» – Казанова.

## Акторський склад
- Алісе Бір Занден — Еренгард
- Мікель Фольско — Вольфганг Казотт, художник
- Сідсе Бабетт Кнудсен — Велика герцогиня Бабенгаузена
- Еміль Дорф — принц Лотар
- Якоб Ломанн — містер Марбод
- Сара-Марі Мальта — місіс Марбод
- Емілі Кроєр Коппель — принцеса Людмила
- Крістофер Лессо — містер Подольський
- Пол Хюттель
- Албан Лендорф
- Якоб Хейлев Йоргенсон

## Сприйняття
Загалом критики висловлюють змішані думки про фільм, відмічаючи гру акторів, та захоплюються атмосферою костюмованої історичної драми, проте говорять про низку «елементів, які викликають відчуття дискомфорту». На вебсайті агрегатора рецензій Rotten Tomatoes 40 % критиків дали фільму позитивний відгук на основі 5 відгуків із середнім рейтингом 4,8/10.